# Lijst van nummer 1-hits in Spanje in 2012
Deze hits stonden in 2012 op nummer 1 in de Spaanse Single Top 50, de bekendste hitlijst in Spanje.
| Datum        | Artiest                                 | Titel                |
| ------------ | --------------------------------------- | -------------------- |
| 1 januari    | Michel Teló                             | Ai se eu te pego!    |
| 8 januari    | Michel Teló                             | Ai se eu te pego!    |
| 15 januari   | Michel Teló                             | Ai se eu te pego!    |
| 22 januari   | Michel Teló                             | Ai se eu te pego!    |
| 29 januari   | Michel Teló                             | Ai se eu te pego!    |
| 5 februari   | Michel Teló                             | Ai se eu te pego!    |
| 12 februari  | Michel Teló                             | Ai se eu te pego!    |
| 19 februari  | Michel Teló                             | Ai se eu te pego!    |
| 26 februari  | Michel Teló                             | Ai se eu te pego!    |
| 4 maart      | Michel Teló                             | Ai se eu te pego!    |
| 11 maart     | Michel Teló                             | Ai se eu te pego!    |
| 18 maart     | Cali & El Dandee                        | Yo te esperaré       |
| 25 maart     | Cali & El Dandee                        | Yo te esperaré       |
| 1 april      | Cali & El Dandee                        | Yo te esperaré       |
| 8 april      | Cali & El Dandee                        | Yo te esperaré       |
| 15 april     | Cali & El Dandee                        | Yo te esperaré       |
| 22 april     | Cali & El Dandee                        | Yo te espararé       |
| 29 april     | Cali & El Dandee                        | Yo te espararé       |
| 6 mei        | Cali & El Dandee                        | Yo te espararé       |
| 13 mei       | Cali & El Dandee                        | Yo te espararé       |
| 20 mei       | Cali & El Dandee                        | Yo te espararé       |
| 27 mei       | Cali & El Dandee                        | Yo te espararé       |
| 3 juni       | Cali & El Dandee                        | Yo te espararé       |
| 10 juni      | Cali & El Dandee                        | Yo te espararé       |
| 17 juni      | Cali & El Dandee & David Bisbal         | No hay 2 sin 3 (Gol) |
| 24 juni      | Cali & El Dandee                        | Yo te espararé       |
| 1 juli       | Alejandro Sanz                          | No me compares       |
| 8 juli       | Cali & El Dandee & David Bisbal         | No hay 2 sin 3 (Gol) |
| 15 juli      | Tacabro                                 | Tacatá               |
| 22 juli      | Tacabro                                 | Tacatá               |
| 29 juli      | Tacabro                                 | Tacatá               |
| 5 augustus   | Tacabro                                 | Tacatá               |
| 12 augustus  | Tacabro                                 | Tacatá               |
| 19 augustus  | Tacabro                                 | Tacatá               |
| 26 augustus  | Tacabro                                 | Tacatá               |
| 2 september  | Juan Magan & Belinda                    | Te voy a esperar     |
| 9 september  | Juan Magan & Belinda                    | Te voy a esperar     |
| 16 september | Juan Magan & Belinda                    | Te voy a esperar     |
| 23 september | Juan Magan & Belinda                    | Te voy a esperar     |
| 30 september | Juan Magan & Belinda                    | Te voy a esperar     |
| 7 oktober    | Juan Magan & Belinda                    | Te voy a esperar     |
| 14 oktober   | Juan Magan & Belinda                    | Te voy a esperar     |
| 21 oktober   | Robert Ramirez, Javi Nieves & Mar Amate | You are not alone    |
| 28 oktober   | Juan Magan & Belinda                    | Te voy a esperar     |
| 4 november   | Juan Magan & Belinda                    | Te voy a esperar     |
| 11 november  | Juan Magan & Belinda                    | Te voy a esperar     |
| 18 november  | PSY                                     | Gangnam style        |
| 25 november  | PSY                                     | Gangnam style        |
| 2 december   | PSY                                     | Gangnam style        |
| 9 december   | PSY                                     | Gangnam style        |
| 16 december  | PSY                                     | Gangnam style        |
| 23 december  | PSY                                     | Gangnam style        |
| 30 december  | PSY                                     | Gangnam style        |